# Ostariofisis
Els ostariofisis (Ostariophysi) constitueixen un superordre de peixos actinopterigis.

## Taxonomia
Aquest superordre es subdivideix en les següents famílies:
- Ordre Characiformes
  - Família Acestrorhynchidae
  - Família Alestiidae
  - Família Anostomidae
  - Família Characidae
  - Família Citharinidae
  - Família Ctenoluciidae
  - Família Curimatidae
  - Família Cynodontidae
  - Família Erythrinidae
  - Família Gasteropelecidae
  - Família Hemiodontidae
  - Família Hepsetidae
  - Família Lebiasinidae
- Ordre Cypriniformes
  - Superfamília Cobitoidea
    - Família Balitoridae
    - Família Catostomidae
    - Família Cobitidae
    - Família Gyrinocheilidae

  - Superfamília Cyprinoidea
    - Família Cyprinidae
    - Família Psilorhynchidae
- Ordre Gonorynchiformes
  - Subordre Chanoidei
    - Família Chanidae

  - Subordre Gonorynchoidei
    - Família Gonorynchidae

  - Subordre Knerioidei
    - Família Kneriidae
    - Família Phractolaemidae
- Ordre Gymnotiformes
  - Subordre Gymnotoidei
    - Família Electrophoridae
    - Família Gymnotidae

  - Subordre Sternopygoidei
    - Família Apteronotidae
    - Família Hypopomidae
    - Família Rhamphichthyidae
    - Família Sternopygidae
- Ordre Siluriformes
  - Família Akysidae
  - Família Amblycipitidae
  - Família Amphiliidae
  - Família Ariidae
  - Família Aspredinidae
  - Família Astroblepidae
  - Família Auchenipteridae
  - Família Bagridae
  - Família Callichthyidae
  - Família Cetopsidae
  - Família Chacidae
  - Família Clariidae
  - Família Cranoglanididae
  - Família Diplomystidae
  - Família Doradidae
  - Família Erethistidae
  - Família Heptapteridae
  - Família Heteropneustidae
  - Família Hypophthalmidae
  - Família Ictaluridae
  - Família Lacantuniidae
  - Família Loricariidae
  - Família Malapteruridae
  - Família Mochokidae
  - Família Nematogenyidae
  - Família Olyridae
  - Família Pangasiidae
  - Família Parakysidae
  - Família Pimelodidae
  - Família Plotosidae
  - Família Pseudopimelodidae
  - Família Schilbeidae
  - Família Scoloplacidae
  - Família Siluridae
  - Família Sisoridae
  - Família Trichomycteridae